# Iznogoud et l'Ordinateur magique
Iznogoud et l'Ordinateur magique est le sixième album de la série de bandes dessinées Iznogoud, écrite par René Goscinny et dessinée par Jean Tabary. Il est paru en 1970.

## La machine géniale
Alors que le Sultan Pullmankar se rend à Bagdad pour signer un traité, Iznogoud demande à un ordinateur comment atteindre son objectif de devenir Calife à la place du Calife.

## La route qui ne va nulle part
Iznogoud et Dilat-Larath voyagent à dos de chameau. Ils rencontrent à un carrefour un cantonnier chargé de l'entretien de la route qui ne va nulle part. S'ensuit alors un curieux trajet.

## Le terrible doreur
Iznogoud fait la connaissance d'un homme qui transforme tout ce qu'il touche en une statue en métal dorée dénuée de valeur et tente d'utiliser ses talents pour transformer le Calife.

## Le sceptre du Calife
Le Calife doit son pouvoir à un sceptre précieux bien gardé. Iznogoud emploie les services d'un voleur surdoué pour tenter de le dérober.

## L'onguent mystérieux
Itsnotsobad le marin apporte en cadeau à Iznogoud un tube de dentifrice contenant un poison. Tous les efforts d'Iznogoud consisteront à persuader le Calife de se brosser les dents.